# Bundesbetreuungsstelle Ost

Das Gebäudeensemble der früheren Kadettenanstalt und des heutigen Flüchtlingslagers mit dem Schneeberg im Hintergrund

Bundesbetreuungsstelle Ost ist die offizielle Bezeichnung für eine von fünf Bundesbetreuungsstellen für Asylwerber und eine von zwei Erstaufnahmestellen (EAST) in Österreich, wobei häufig weiterhin der frühere offizielle Name Flüchtlingslager Traiskirchen medial und umgangssprachlich verwendet wird. Der Sitz befindet sich in der früheren Kadettenanstalt im niederösterreichischen Traiskirchen, circa 20 km südlich von Wien.

## Geschichte

### Bau der Anlage und Nutzung bis 1955

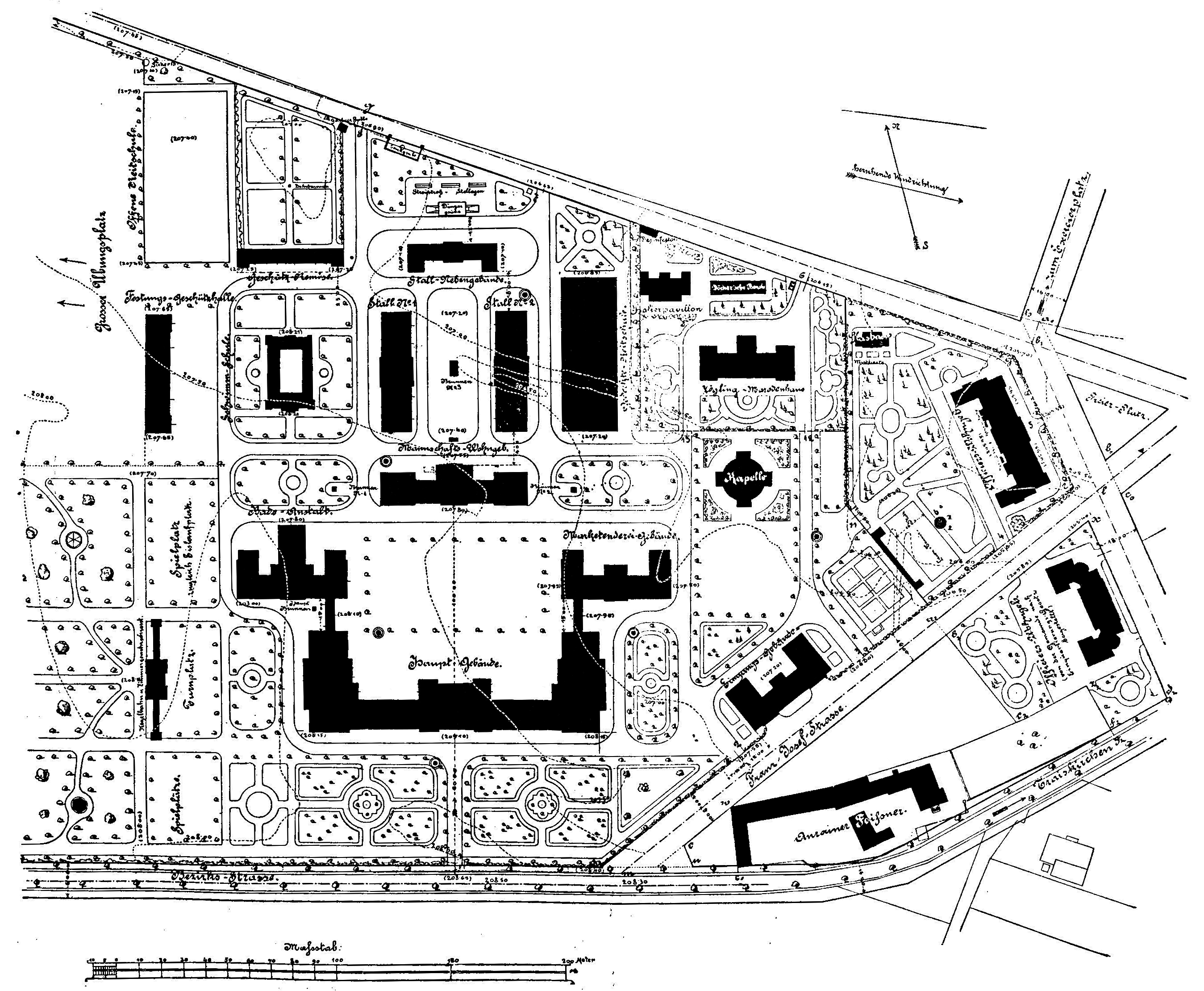
Plan der Anlage (um 1903)

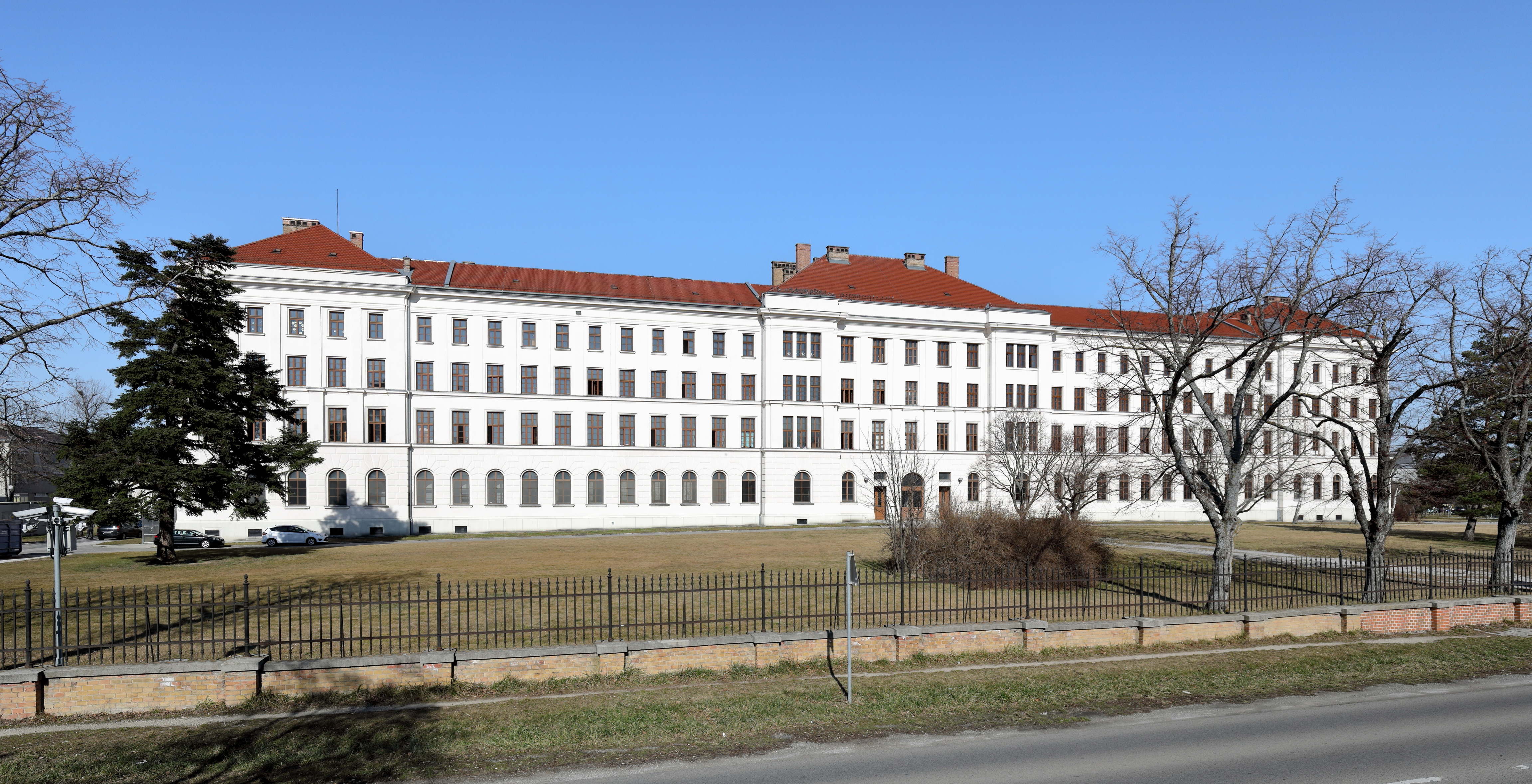
Hauptgebäude der ehemaligen Kadettenschule (2019)

#### 1900–1918: k.u.k. Artillerieschule
Im Oktober 1900 wurde auf einem 19 Hektar großen Grundstück mit dem Bau einer k.u.k. Artilleriekadettenschule begonnen, die 1907 die bisherige Artilleriekadettenschule im Wiener Arsenal ersetzte. Der Gesamtplan für Traiskirchen sah etwa 20 gemauerte Objekte vor, darunter: Eingangsgebäude (darin Wohnungen für verheiratete Unteroffiziere); dreistöckiges, von Alois Schumacher geplantes Hauptgebäude (Front: 128 m, Höhe: 30 m) mit angebauter Marketenderei sowie einer Badeanstalt; Mannschaftswohngebäude; zwei von Josef Schmidt (Stadtbaumeister von Baden bei Wien; 1838–1910) entworfene Offizierswohngebäude; Kapelle; Zögling-Maroden-Haus; Isolierpavillon; Desinfektionshaus; Schwimmschule; Reitschule; Stallungen sowie Stall-Nebengebäude; Festungsgeschütz-Halle; Geschützremise; Kegelbahn; Glashaus.
Die Anlage wurde am 14. Oktober 1903 fertiggestellt und selben Tags von Feldbischof Coloman Belopotoczky (1845–1914) eingeweiht. Des Weiteren waren zugegen: Reichskriegsminister Heinrich von Pitreich (1841–1920), General-Artillerie-Inspektor Alfred von Kropatschek (1838–1911), Generalinspektor der Militär-Erziehungs- und Bildungsanstalten Otto Morawetz von Klienfeld (1842–1909), Sektionschef im Reichskriegsministerium Moritz von Brunner (1839–1904), Inspektor der Festungsartillerie Moritz von Krziwanek (1852–?), Schulkommandant Major Eduard Haubner (1857–?), Kommandant der k.u.k. technischen Militärakademie Adolf Schneider (1845–1919), Generalmajor Alexander von Krobatin (1849–1933), Oberst Ludwig Elmayer (1850–1923), Bauleiter Oberstleutnant Joseph Fornasari (1854–?), Bezirkshauptmann Emil von Egger.
Zur Verfügung standen im Ganzen 150 Plätze in den ersten Jahrgängen der beiden Artilleriekadettenschulen in Wien und Traiskirchen. Zur Aufnahmen gelangten „Jünglinge im Alter von 14 bis 17 Jahren“, welche vier Klassen einer Mittelschule mit mindestens gutem Erfolg absolviert hatten. Von ungenügenden Noten in Latein und Griechisch wurde abgesehen. Das Schulgeld betrug für Söhne der bewaffneten Macht 24 Kronen, für Söhne von Offizieren in der Reserve, im nichtaktiven Landwehr- und im Verhältnis außer Dienst, dann von Hof- und Zivilstaatsbeamten (Bediensteten) 160 Kronen, sonst 300 Kronen jährlich. Mittellose Aspiranten konnten bei stets sehr gutem Gesamterfolg für 24 Kronen die Anstalt besuchen. Ziel des Unterrichts war in vier Jahren einer der Oberrealschule gleichzuhaltenden wissenschaftlichen Ausbildung eine militärische Erziehung, welchen den Absolventen befähigt, als Kadett in die k.u.k. Artillerie einzutreten und als Offizier die höheren Militär-Fachbildungsanstalten zu besuchen. Gesuche um Aufnahme waren an das Kommando der Artilleriekadettenschule in Wien, X., zu richten.
Die Anstalt Traiskirchen konnte bis zu 340 Zöglinge unterbringen, die Nebengebäude 160 Personen Mannschaft, die Stallungen 110 Pferde (für den Reitunterricht).
1916 erfolgte die Umwandlung der Kadettenschule in eine Artillerie-Akademie. Noch am 17. August 1918 kamen der erste Akademielehrgang und eine vorletzte Kadettenschulklasse zur Ausmusterung. Mit Kriegsende und dem Ende der Monarchie in Österreich im November 1918 wurde die Artillerie-Akademie Traiskirchen aufgelöst.

#### 1919–1939: Bundeserziehungsanstalt für Knaben
Von 1. Jänner bis 30. September 1919 wurde die bisherige Artillerie-Akademie als eine Staatsstiftungsrealschule geführt. Von 1. Oktober 1919 bis 31. August 1921 wurde daraus eine Staatserziehungsanstalt, ab September 1921 eine Bundeserziehungsanstalt für Knaben, ein Institut, das in der Zeit der Ersten Republik in „völlige Bedeutungslosigkeit“ herabsank.

#### 1939–1945: Nationalpolitische Erziehungsanstalt
Am 13. März 1939 – dem allgemeinen Feiertag zur Erinnerung an die Befreiungstage im historischen Jahr 1938 – wurde die Nationalpolitische Erziehungsanstalt (Napola) Traiskirchen in Betrieb genommen. Die Nationalpolitischen Erziehungsanstalten waren Internats-Oberschulen der NSDAP, die zur Hochschulreife führten. Ähnlich wie bei den Adolf-Hitler-Schulen (AHS) und den SS-Junkerschulen handelte es sich um Eliteschulen zur Heranbildung des nationalsozialistischen Führernachwuchses.
Prominentester Lehrer der Napola Traiskirchen war der spätere SPÖ-Innen- und Verteidigungsminister Otto Rösch (1917–1995); zu ihren Schülern gehörten u. a. Leopold Gratz, Harald Ofner, Arnulf Rainer und Guntram Weissenberger, wobei Weissenberger vorher bereits die Bundeserziehungsanstalt für Knaben Traiskirchen besucht hatte.

#### 1945–1955: Kaserne der Sowjetarmee
In der Besatzungszeit war in der ehemaligen Kadettenschule ein Lazarett und bis Herbst 1955 eine Kaserne der Sowjetarmee (etwa 2000 Mann sowjetische Panzertruppen) untergebracht.

### Nutzung als Lager für Flüchtlinge seit 1955
Die Gebäude wurden seit deren Übergabe am 31. August 1955 an den von 1945 bis 1960 amtierenden Bürgermeister von Traiskirchen, Johann Schuster, immer wieder als Flüchtlingslager verwendet. Bereits im Jahr 1956 diente das Lager als Auffangstation für ungarische Flüchtlinge, die auf Grund des Volksaufstandes in Ungarn ihr Land verließen; von den im November 1956 über die Grenze gekommenen 113.810 Personen befanden sich am 5. des Monats 6.000 im Lager Traiskirchen. Diese erste Verwendung als Flüchtlingslager legte den Grundstein für den weiteren Ausbau der Anlage als „Anlaufstelle für Flüchtlinge aus aller Welt“. Zur Renovierung der heruntergekommenen Gebäudesubstanz stellte das Bundesministerium für Inneres am 8. März 1957 einen Betrag von 20 Millionen Schilling (1,45 Millionen Euro) für die Renovierung zur Verfügung.
Auch nach dem Prager Frühling (1968) wurden hier tschechische und slowakische Flüchtlinge aufgenommen, ebenso in den 1970er und 1980er Jahren, als hier Flüchtlinge vor allem aus Osteuropa, aber auch aus Uganda, Chile, Iran, Irak, Vietnam, Aufnahme fanden. Unter den zahlreichen prominenten Flüchtlingen, die hier Erstaufnahme fanden, sind zu nennen: der spätere Staatsoperndirektor Ioan Holender sowie der Journalist Paul Lendvai.
Im Mai 1990 wurde vom Bürgermeister von Traiskirchen verkündet, dass gemäß Zusage des Innenministers das Lager bis Jahresende bleibend geschlossen werden soll. Dieser Plan wurde jedoch verworfen, da während des Jahres 1990 nur wenige Flüchtlinge anderwärtig untergebracht werden konnten und ab Jänner 1991 mit einer Flüchtlingswelle aus der Sowjetunion gerechnet wurde (Fall des Eisernen Vorhangs). Das blieb aber aus, hingegen wurden der Bosnienkrieg (1992–1995) und dann der Kosovokonflikt (1998/99) zur Flüchtlingsthematik des Jahrzehnts.
Im Jahr 1992 wurde das Flüchtlingslager in Betreuungsstelle Traiskirchen umbenannt und diente fortan auch als Erstaufnahmestelle (EAST) für Asylwerber. Ab 1993 war hier auch das Asylamt des Bundesministerium für Inneres angesiedelt (heute Bundesamt für Fremdenwesen und Asyl BFA in der Landstraßer Hauptstraße). Mit der Schaffung mehrerer Bundesbetreuungsstellen in den 2000ern etabliert sich die Bezeichnung Betreuungsstelle Ost.
Seit 2003 ist die Betreuung privatisiert. Anfangs war die deutsche Firma European Homecare betraut, seit Anfang 2012 leitet die Schweizer ORS Service GmbH das Lager unter Aufsicht des Innenministeriums.

## Problematiken

### Privatisierung
Im Jahr 2003 wurde unter Innenminister Ernst Strasser der Betrieb, der bisher durch staatliche Stellen erfolgte, an das deutsche Unternehmen European Homecare ausgelagert. Dieser – nicht unkritisiert gebliebene – Vertrag wurde im Jahr 2010 wegen der schwachen Belegung des Lagers seitens des Unternehmens wieder gekündigt. Die Zusammenarbeit mit ORS funktioniert – bis auf die Folgen der Überfüllungsthematik 2015 – nach Angaben des Innenministeriums bisher gut. Doch wurde auch deren Bestellung kritisiert, gemeinnützige Organisationen wie Caritas, Diakonie oder Rotes Kreuz waren durch das Ausschreibungsverfahren benachteiligt.

### Überfüllung
1990 wurde mit Erlass von Innenminister Franz Löschnak die Zahl der Lagerbewohner auf 1000 beschränkt.
2013 wurde eine Zahl von etwa 500 vereinbart.
Juni 2014 waren aber schon wieder 1300 Asylwerber untergebracht, weshalb der niederösterreichische Landeshauptmann Erwin Pröll einen Aufnahmestopp verfügte. Dieser wurde Frühling 2015 aufgehoben.
Durch die extrem schwierigen Bedingungen in Italien und Griechenland, verschärft durch die Hitzewelle in Europa wie dem gesamten Mittelmeerraum, und wohl auch die begonnene Errichtung eines Grenzzaunes zu Serbien in Ungarn, explodierten die Immigrationszahlen (Flüchtlingskrise in Europa 2015/2016). Zwar konnten zwischenzeitlich 1800 fixe Plätze geschaffen werden, und ein Zeltlager für 480 weitere Personen, Anfang Juli befanden sich aber schon 3200 Asylsuchende im Lager, Ende Juli 4500, darunter allein 2000 unbegleitete Minderjährige.
Die überzähligen Menschen campierten in der Hitze unter freiem Himmel, bei Unwettern mussten sogar Reisebusse abgestellt werden, um zumindest einen temporären Regenschutz zu bieten.
Schon am 6. Juli kam es zu einem Sitzstreik einiger Asylwerber.
29. Juli sprach dann das UN-Flüchtlingshochkommissariat (UNHCR) ein offizielles Appell wegen der unhaltbaren Zustände aus. Auch Amnesty International besichtigte das Lager, und veröffentlichte einen sehr kritischen Bericht.
Per 5. August wurde dann neuerlich ein Aufnahmestopp verordnet (was Angesichts der Lage nur eine Unterbringung von Neuankömmlingen in einer der anderen Betreuungsstellen oder interimistischen Notquartieren bedeutet).
Anfang September besuchte auch der EU-Migrationskommissar Dimitris Avramopoulos das Lager, in dem inzwischen die Belegung trotz der Ereignisse nach der Flüchtlingstragödie bei Parndorf und dem „Marsch der Hoffnung“ im Zuge der Öffnung des Budapester Ostbahnhofs auf 3800 reduziert werden konnte – von denen aber trotz der nun eingetretenen Kälte noch immer etwa 1400 in Zelten untergebracht waren. Avramopoulos lobte – zum Erstaunen vieler Beobachter – das Lager als „sehr human und gastfreundlich“ und sprach nur von „gewisse Dingen, die in den kommenden Tagen noch verbessert werden könnten“. Da parallel eine einmalige Soforthilfe von 5,4 Millionen € aus dem EU-Asylbudget für Österreich bekanntgegeben wurde, nimmt man an, dass die EU-Kommission die Rolle Österreichs im Vergleich zu den weitaus prekäreren Zuständen andernorts in Europa zu der Zeit als trotz allem positiven Weg des Engagements herausstreichen wollte.
Mitte Juli 2015 wurde begonnen, sieben Verteilerzentren in den Ländern aufzubauen, um Traiskirchen zu entlasten, und die Verteilung in die Grundversorgung zu erleichtern. Zeitgleich wurde auch mit der Slowakei ein Abkommen getroffen, bis zu 500 Asylwerber in einem Lager in Gabčíkovo unterbringen. Letztere Maßnahme wurde kritisiert: die Slowakei ist eines der Schlusslichter Europas, was die Aufnahme von Flüchtlingen betrifft, die Aufnahme entspräche einem Zertifikatehandel; positive Meinungen sehen das als Form europäischer Solidarität.
Durch den Abbau Ende August 2015 geriet das Land Niederösterreich in Zugzwang, da dieses sich darauf beruft, seine innerösterreichische Flüchtlingsquote auch mit Traiskirchen zu erfüllen, was aber bis dato nur bei dieser katastrophalen Überbelegung zutrifft.

### Sicherheitsbedenken
Das Flüchtlingslager in Traiskirchen ist immer wieder Gegenstand politischer und medialer Debatten bezüglich der inneren Sicherheit. So wird den unter beengten Verhältnissen lebenden Flüchtlingen immer wieder vorgeworfen, dass Drogenhandel und Eigentumsdelikte an der Tagesordnung seien und auch immer wieder Gewaltdelikte vorkämen. Von der Gegenseite wird der Exekutive oftmals überhartes und teilweise rechtswidriges Verhalten z. B. bei Razzien vorgeworfen.
2009 kam es zu Auseinandersetzungen afghanischer und tschetschenischer Asylwerber, eine Massenschlägerei löste einen Polizei-Großeinsatz aus.
Auf Betreiben der Wiener Lokalbahnen wurden im November 2005 in ihren Zügen auf der Lokalbahn Wien–Baden, deren Station Traiskirchen Lokalbahn unweit des Lagers Traiskirchen liegt, im Hinblick auf erhöhte Sicherheit Polizeibeamte eingesetzt. Anlass dafür waren Befürchtungen, es könnte zwischen Flüchtlingen und anderen Fahrgästen zu Übergriffen kommen. Auch diese Maßnahme führte zu politischen Diskussionen, da sie von einigen Seiten als unnötig und rassistisch motiviert betrachtet wird. Bahn sowie Bahnhof sind im Zusammenhang mit dem Flüchtlingslager immer wieder in den Mittelpunkt öffentlichen Interesses geraten, international insbesondere im Juni 2012, als der im Irak seit 2006 gesuchte Neffe Saddam Husseins, Bashar Sabawi Ibrahim Hasan al-Nasiri, am Bahnhof von einer Zivilstreife aufgegriffen wurde.

## Literarische Darstellung
- Traiskirchen, Theaterstück von Michael Zochow (1988, UA 1990)